# 방언학

방언학(方言學)은 방언에 대해 연구하는 언어학이다.
방언학은 민족학, 역사학, 사회학, 민속학, 지리학과 같이 주변 분야와의 학제적인 연구가 많다.

## 같이 보기
- 언어지리학
- 양층언어
- 상호의사소통성